# José Saad
José Saad (Formosa, 13 de agosto de 1925 — Brasília, 20 de julho de 2000) foi um político brasileiro.
Foi senador pelo estado de Goiás, tendo assumido a vaga devido à morte do titular Onofre Quinan em 14 de janeiro de 1998.
Morreu em 20 de julho de 2000, aos 74 anos.